# Kō Shibasaki
Kō Shibasaki (柴咲コウ, Shibasaki Kō) (ou Kou), née le 5 août 1981 à Tokyo (Japon), est une actrice et chanteuse japonaise.

## Biographie
Elle commence sa carrière comme actrice, avant de se lancer dans la chanson. Ses films les plus connus en Occident sont Battle Royale, La Mort en ligne et, en 2007, Dororo, dans lequel elle tient le second rôle aux côtés de Satoshi Tsumabuki. 
Elle a joué le rôle de Sae Hagio dans le drama Orange Days.

## Filmographie partielle

### Au cinéma
- 2000 : Battle Royale (バトル・ロワイアル, Batoru rowaiaru?) de Kinji Fukasaku
- 2001 : Les Épouvantails (案山子, Kakashi?) de Norio Tsuruta
- 2001 : Go d'Isao Yukisada
- 2003 : La Mort en ligne (着信アリ, Chakushin ari?) de Takashi Miike
- 2004 : Crying Out Love in the Center of the World (世界の中心で、愛をさけぶ, Sekai no chūshin de, ai o sakebu?) d'Isao Yukisada
- 2005 : La Maison de Himiko (メゾン・ド・ヒミコ, Mezon do himiko?) d'Isshin Inudō
- 2006 : Sinking of Japan (日本沈没, Nihon chinbotsu?) de Shinji Higuchi
- 2007 : Dororo (どろろ?) d'Akihiko Shiota
- 2008 : Suspect X (容疑者Xの献身, Yōgisha ekkusu no Kenshin?) de Hiroshi Nishitani : Kaoru Utsumi
- 2012 : 47 Ronin de Carl Erik Rinsch
- 2024 : La Voie du serpent (蛇の道, Hebi no michi?) de Kiyoshi Kurosawa : Sayoko

### À la télévision
- 2003-2006 : La Clinique du Dr Koto : Ayaka Hoshino
- 2004 : Orange Days (オレンジデイズ?) : Sae Hagio
- 2007 : Galileo (ガリレオ?) : Kaoru Utsumi

## Doublage
- 2023 : Le Garçon et le Héron (君たちはどう生きるか, Kimi-tachi wa dō ikiru ka?) de Hayao Miyazaki